# Eremobates constrictus
Espèce
Synonymes
- Datames constricta Putnam, 1883

Eremobates constrictus est une espèce de solifuges de la famille des Eremobatidae.

## Distribution
L'origine de cette espèce est incertaine.

## Description
Le mâle décrit par Roewer en 1934 mesure 20 mm.

## Publication originale
- Putnam, 1883 : The Solpugidae of America: Papers of J. Duncan Putnam, arranged for publication by Herbert Osborn. Proceedings of the Davenport Academy of Natural Sciences, vol. 3, p. 249-310.